# Ioan Boieriu
Ioan Boieriu, uneori scris Boeriu, a fost un viceprefect al lui Avram Iancu și primar al orașului Abrud. În luna mai a anului 1848 a fost luat prizonier de maiorul revoluționar maghiar Imre Hatvani. Ioan Boieriu fost eliberat la intervenția femeilor maghiare din Abrud.